# Ludwig Người Kelheim
Ludwig I, Công tước xứ Bayern hay Ludwig der Kelheimer (* 23 tháng 12 1173 ở Kelheim; † 15 tháng 9 1231 cũng ở đó) là công tước của công quốc Bayern từ 1183 và KurPfalz 1214. Ông thuôc dòng dõi nhà Wittelsbach. Ông được tên der Kelheimer, vì ông bị ám sát ở Kelheim. Ludwig I là con trai của Otto I và vợ ông ta Agnes của Loon. Ludwig đã lấy bà Ludmilla, con gái của công tước Friedrich của Bohemia.

## Tiểu sử
Ludwig lúc 10 tuổi đã nối ngôi cha Otto I làm công tước của Bayern. Mẹ ông Agnes và chú của ông làm nhiếp chính khi ông còn vị thành niên.
Vào mùa hè năm 1192, ông được phong làm hiệp sĩ có hiện diện của Hoàng đế Heinrich VI. Chẳng bao lâu sau đó hoàng đế đã can thiệp đứng về phía Ludwig trong cuộc chiến tranh giành đất đai.
Ludwig trở thành một người ủng hộ trung thành của hoàng đế và đã hộ tống ông ta trong năm 1194 đến Ý trong cuộc chiến tranh để chinh phục vương quốc Sicilia, khi vợ của Heinrich, Konstanze, là người thừa kế duy nhất. Trong cuộc đấu tranh giành ngai vàng sau cái chết của Heinrich, ông vẫn là một trong những người ủng hộ quan trọng của nhà Hohenstaufen Philipp von Schwaben.